# Mistrovství světa v Trail - O
Mistrovství světa v trail orienteering (World Trail Orienteering Championships, WTOC) je pořádáno od roku 2004. Pořádáním pověřuje jednotlivé členy federace IOF kongres. Mistrovství se skládá z několika závodů. Zpočátku se jednalo o závod na klasické trati v kategoriích Open a Paralympic a týmová soutěž, od roku 2013 je zařazena disciplína TempO a od roku 2016 nahradily týmovou soutěž štafety. Od roku 2022 byl název kategorie pro závodníky s omezenou hybností změněn na Physically challenged.

## Formát mistrovství
Původní pravidla IOF povolovala každé federaci přihlásit na mistrovství světa na klasické trati maximálně tři sportovce (resp. 3 Open a 3 Paralympic), pro disciplínu TempO čtyři. Od roku 2022 je tento počet sjednocen na čtyři sportovce, navíc má federace možnost nominovat dva juniory (do 20 let). Úřadující mistři světa a regionů (např. Evropy) se do limitu nepočítají. Týmová soutěž formát několikrát měnila, od roku 2016 je nahrazena štafetami a federace může postavit jednu štafetu v Open a jednu v Paralympic.

## Seznam mistrovství světa

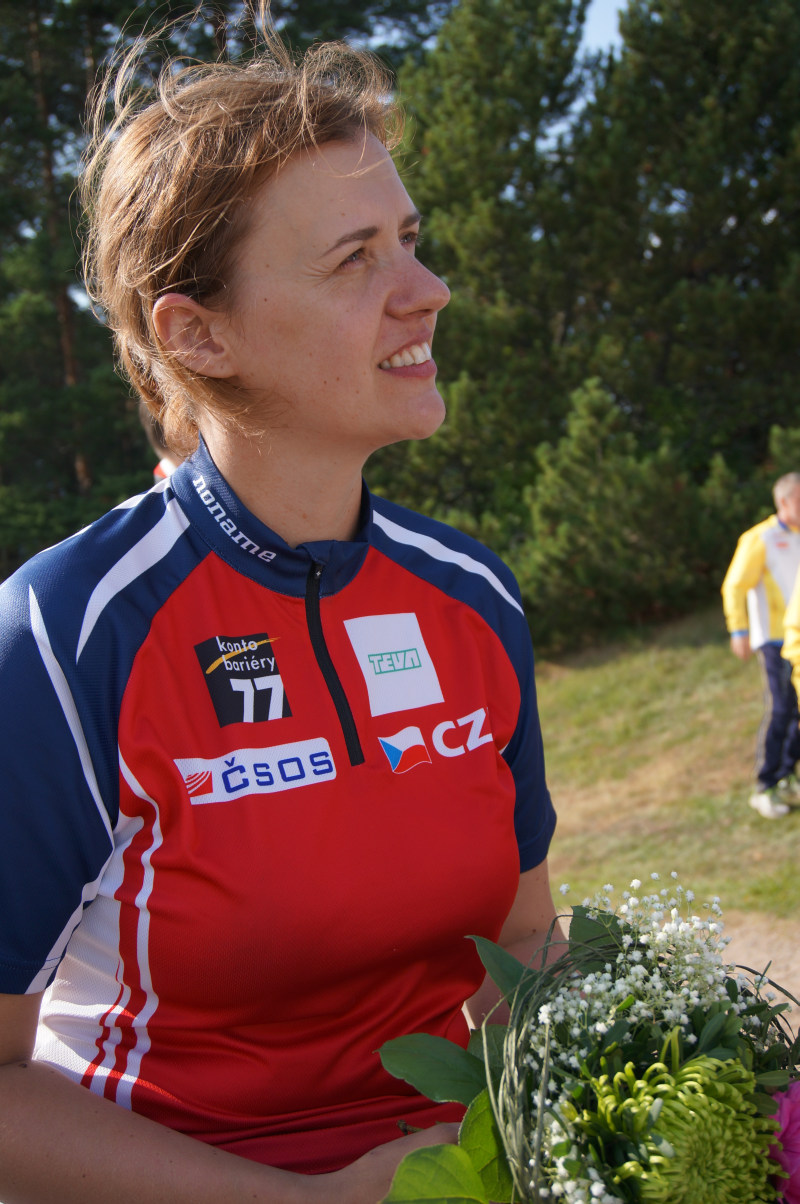
Mistryně světa pro rok 2013 Jana Kosťová

| Rok  | Datum        | Pořadatelská země, místo                 | IOF Event Adviser                |
| ---- | ------------ | ---------------------------------------- | -------------------------------- |
| 2004 | 11. - 19. 9. | Švédsko, Västerås                        |                                  |
| 2005 | 9. - 12. 8.  | Japonsko, Aichi                          |                                  |
| 2006 | 9. - 14. 7.  | Finsko, Joensuu                          |                                  |
| 2007 | 18. - 26. 8. | Ukrajina, Kyjev                          | Brian Parker                     |
| 2008 | 12. - 16. 7. | Česko, Olomouc (stavitel: Eva Kociánová) | Hannu Niemi                      |
| 2009 | 18. - 23. 8. | Maďarsko, Miskolc                        | Richard Keighley                 |
| 2010 | 8. - 13. 8.  | Norsko, Trondheim                        | Brian Parker                     |
| 2011 | 13. - 20. 8. | Francie, Savojsko                        | Owe Fredholm                     |
| 2012 | 6. - 9. 6.   | Skotsko, Dundee                          | Jari Turto                       |
| 2013 | 6. - 14. 7.  | Finsko, Vuokatti                         | Roberta Falda, Libor Forst       |
| 2014 | 5. - 13. 7.  | Itálie, Trento                           | Lennart Wahlgren                 |
| 2015 | 23. - 28. 6. | Chorvatsko, Záhřeb                       | Vibeke Vogelius, Lauri Kontkanen |
| 2016 | 20. - 28. 8. | Švédsko, Strömstad-Tanum                 | Libor Forst                      |
| 2017 | 10. - 15. 7. | Litva, Birštonas                         | Ola Wiksell, Kyllikki Anttila    |
| 2018 | 4. - 11. 8.  | Lotyšsko, Daugavpils                     | Hannu Niemi, Anne Straube        |
| 2019 | 23. - 29. 6. | Portugalsko, Idanha a Nova               | Damir Gobec                      |
| 2022 | 19. - 23. 7. | Polsko, Jelenia Góra                     | Dušan Furucz                     |
| 2023 | 1. - 7. 7.   | Česko, Zákupy (stavitel: Libor Forst)    | Ján Furucz                       |

## Klasická trať (PreO)
Tento individuální závod je součástí Mistrovství světa od roku 2004.

### Open
| Rok  | Zlato             | Stříbro           | Bronz              | Češi |
| ---- | ----------------- | ----------------- | ------------------ | --- |
| 2004 | Ola Jansson       | Martin Fredholm   | Stig Gerdtman      | |
| 2005 | Per Midthaugen    | Stig Gerdtman     | Mitsumasa Sugimoto | |
| 2006 | Martin Fredholm   | Stig Gerdtman     | Per Midthaugen     | |
| 2007 | Krešo Keresteš    | Antti Rusanen     | Ole Johan Waaler   | |
| 2008 | Anna Straube      | Martin Fredholm   | Jari Turto         | 9. Libor Forst, 14. Tomáš Holas, 38. Jana Glabazňová                                                           |
| 2009 | Vitalij Kiričenko | Lauri Kontkanen   | Haruo Kimura       | 12. Tomáš Holas, 28. Libor Forst, 36. Jana Glabazňová                                                          |
| 2010 | Stig Gerdtman     | Lauri Kontkanen   | Ivo Tišljar        | 13. Libor Forst, 42. Lenka Forstová                                                                            |
| 2011 | Lauri Kontkanen   | Antti Rusanen     | Ivo Tišljar        | 4. Tomáš Leštínský, 22. Libor Forst, 24. Miroslav Slovák                                                       |
| 2012 | Stig Gerdtman     | Vitalij Kiričenko | Sergij Stoian      | 17. Libor Forst, 19. Tomáš Leštínský, 42. Lenka Forstová                                                       |
| 2013 | Jari Turto        | Martin Fredholm   | Antti Rusanen      | 6. Tomáš Leštínský, 11. Petr Dudík, 35. Miroslav Šimek                                                         |
| 2014 | Guntars Mankus    | Marit Wiksell     | Geir Myhr Øien     | 24. Tomáš Leštínský, 36. Libor Forst, 56. Petr Dudík                                                           |
| 2015 | Michele Cera      | Antti Rusanen     | Martin Jullum      | 19. Pavel Kurfürst, 24. Tomáš Leštínský, 33. Libor Forst                                                       |
| 2016 | Martin Fredholm   | Martin Jullum     | Janis Rukšans      | 21. Jiří Kalousek, 37. Pavel Kurfürst, 42. Petr Dudík                                                          |
| 2017 | Lars Jakob Waaler | Pinja Mäkinen     | Geir Myhr Øien     | 12. Pavel Kurfürst, 15. Miroslav Slovák, 33. Libor Forst                                                       |
| 2018 | Ján Furucz        | Geir Myhr Øien    | Antti Rusanen      | 8. Pavel Kurfürst, 15. Tomáš Leštínský, 20. Libor Forst                                                        |
| 2019 | Pinja Mäkinen     | Geir Myhr Øien    | Krešo Keresteš     | 24. Tomáš Leštínský, 42. Jiří Kalousek, 56. Pavel Ptáček                                                       |
| 2022 | Ján Furucz        | Antti Rusanen     | Bjarne Friedrichs  | 10. Dan Locker, 14. Pavel Ptáček, 30. Ondřej Macek, 46. Pavel Kurfürst, 50. Jiří Kalousek, 63. Libor Forst     |
| 2023 | Arno Grønhovd     | Bjarne Friedrichs | Michele Cera       | 13. Šimon Mareček, 15. Tomáš Leštínský, 29. Pavel Ptáček, 34. Pavel Kurfürst, 36. Ondřej Macek, 50. Dan Locker |

### Physically challenged (Paralympic)
| Rok  | Zlato             | Stříbro             | Bronz             | Češi |
| ---- | ----------------- | ------------------- | ----------------- | --- |
| 2004 | Jan Erik Haug     | Valeriy Tsodikov    | David Irving      | |
| 2005 | Evaldas Butrimas  | David Irving        | John Crosby       | |
| 2006 | Dave Gittus       | Nils-Olav Andersson | Lennart Wahlgren  | |
| 2007 | Roberta Falda     | Evaldas Butrimas    | Bernt Gustafsson  | 17. Petr Krystek, 25. Bohuslav Hůlka                                                                          |
| 2008 | Lennart Wahlgren  | Zdenko Horjan       | Dave Gittus       | 26. Petr Krystek, 29. Bohuslav Hůlka, 38. Boris Dvorský                                                       |
| 2009 | Lennart Wahlgren  | Zdenko Horjan       | Ola Jansson       | 4. Pavel Dudík, 24. Bohuslav Hůlka, 31. Boris Dvorský                                                         |
| 2010 | Ola Jansson       | Lennart Wahlgren    | Søren Saxtorph    | 11. Pavel Dudík, 26. Bohuslav Hůlka, 27. Boris Dvorský                                                        |
| 2011 | Dmitrij Kučerenko | Søren Saxtorph      | Inga Gunnarsson   | 10. Jana Kosťová, 16. Bohuslav Hůlka, 29. Boris Dvorský                                                       |
| 2012 | Ola Jansson       | Pekka Seppä         | Dmitrij Kučerenko | 11. Pavel Dudík, 15. Jana Kosťová, 24. Bohuslav Hůlka                                                         |
| 2013 | Jana Kosťová      | Pavel Dudík         | Søren Saxtorph    | 26. Bohuslav Hůlka                                                                                            |
| 2014 | Michael Johansson | Ola Jansson         | John Crosby       | 5. Pavel Dudík, 7. Bohuslav Hůlka, 17. Jana Kosťová, 28. Hana Doležalová                                      |
| 2015 | Vladislav Vovk    | Ivica Bertol        | Søren Saxtorph    | 6. Jana Kosťová, 15. Pavel Dudík, 17. Bohuslav Hůlka                                                          |
| 2016 | Michael Johansson | Pavel Shmatov       | Ola Jansson       | 4. Jana Kosťová, 13. Bohuslav Hůlka, 21. Pavel Dudík                                                          |
| 2017 | Ola Jansson       | Jana Kosťová        | Pekka Seppä       | 6. Pavel Dudík, 33. Miroslav Špidlen                                                                          |
| 2018 | Ola Jansson       | Michael Johansson   | Svein Jakobsen    | 4. Jana Kosťová, 6. Bohuslav Hůlka, 12. Pavel Dudík                                                           |
| 2019 | Ola Jansson       | Pavel Shmatov       | Michael Johansson | 4. Pavel Dudík, 6. Jana Kosťová, 19. Hana Doležalová                                                          |
| 2022 | Michael Johansson | Vladislav Vovk      | Jana Kosťová      | 6. Hana Doležalová, 9. Pavel Dudík, 26. Pavel Šprynar, 27. Bohuslav Hůlka, 31. Miroslav Špidlen               |
| 2023 | Michael Johansson | Ola Jansson         | Vladislav Vovk    | 5. Jana Kosťová, 6. Hana Doležalová, 20. Pavel Dudík, 28. Bohuslav Hůlka, 31. Pavel Šprynar, 34. Petr Krystek |

## TempO
Tento individuální závod je součástí Mistrovství světa od roku 2013.
| Rok  | Zlato              | Stříbro                     | Bronz                       | Češi                                                                        |
| ---- | ------------------ | --------------------------- | --------------------------- | --------------------------------------------------------------------------- |
| 2013 | Pinja Mäkinen      | Marit Wiksell               | Lauri Kontkanen             | 9. Tomáš Leštínský                                                          |
| 2014 | Martin Jullum      | Lauri Kontkanen             | Pinja Mäkinen               | 6. Tomáš Leštínský, 13. Libor Forst                                         |
| 2015 | Antti Rusanen      | Ján Furucz                  | Sondre Ruud Bråten          | 9. Tomáš Leštínský                                                          |
| 2016 | Lars Jakob Waaler  | Marit Wiksell               | Pinja Mäkinen               | 19. Jiří Kalousek, 26. Pavel Kurfürst                                       |
| 2017 | Vetle Ruud Bråten  | Martin Aarholt Waaler       | Ján Furucz                  | 15. Pavel Kurfürst, 26. Tomáš Locker, 34. Daniel Locker                     |
| 2018 | Petteri Hakala     | Ján Furucz Lennart Wahlgren |                             | 14. Pavel Kurfürst, 16. Tomáš Leštínský, 19. Jiří Kalousek, 32. Libor Forst |
| 2019 | Marit Wiksell      | Ines Domingues              | Antti Rusanen               | 5. Pavel Ptáček, 6. Tomáš Leštínský, 19. Pavel Kurfürst, 32. Jiří Kalousek  |
| 2022 | Sondre Ruud Bråten | Ondřej Macek                | Pavel Ptáček Alessio Tenani | 10. Daniel Locker, 33. Pavel Kurfürst                                       |
| 2023 | Ondřej Macek       | Simone Frascaroli           | Dan Locker                  | 20. Pavel Ptáček                                                            |

## Štafety
Štafety nahradily týmovou soutěž na WTOC od roku 2016.

### Open
| Rok  | Zlato                                                      | Stříbro                                                                          | Bronz                                                        | Češi                                           |  |
| ---- | ---------------------------------------------------------- | -------------------------------------------------------------------------------- | ------------------------------------------------------------ | ---------------------------------------------- |  |
| 2016 | Slovensko Marián Mikluš Dušan Furucz Ján Furucz            | Portugalsko Edgar Domingues Jorge Baltazar João Pedro Valente                    | Finsko Martti Inkinen Pinja Mäkinen Antti Rusanen            | 9. Petr Dudík Jiří Kalousek Pavel Kurfürst     |  |
| 2017 | Slovinsko Emil Kacin Mateja Keresteš Krešo Keresteš        | Norsko Geir Myhr Øien Sigurd Dæhli Lars Jakob Waaler                             | Česko Miroslav Slovák Libor Forst Pavel Kurfürst             |                                                |  |
| 2018 | Norsko Lars Jakob Waaler Geir Myhr Øien Sondre Ruud Bråten | Lotyšsko Kristaps Mierlauks Laura Eliza Lapina Ilze Lapina                       | Finsko Pinja Mäkinen Sami Hyvönen Antti Rusanen              | 4. Jiří Kalousek Libor Forst Pavel Kurfürst    |  |
| 2019 | Finsko Pinja Mäkinen Sami Hyvönen Antti Rusanen            | Španělsko Hector Lorenzo Yustos Jorge CaracaValente Barrera Arturo Garcia Dengra | Velká Británie Charles Bromley Gardner Tom Dobra John Kewley | 7. Pavel Ptáček Pavel Kurfürst Tomáš Leštínský |  |
| 2022 | Česko Daniel Locker Ondřej Macek Pavel Ptáček              | Itálie Alessio Tenani Marcello Lambertini Aaron Gaio                             | Slovensko Ján Furucz Šimon Mižúr Pavol Bukovác               |                                                |  |
| 2023 | Německo Ralph Körner Nina Döllgast Bjarne Friedrichs       | Itálie Alessio Tenani Marcello Lambertini Aaron Gaio                             | Česko Daniel Locker Ondřej Macek Pavel Ptáček                | Slovensko Ján Furucz Šimon Mižúr Pavol Bukovác |  |

### Physically challenged (Paralympic)
| Rok  | Zlato                                                 | Stříbro                                                                                | Bronz                                                    | Češi |
| ---- | ----------------------------------------------------- | -------------------------------------------------------------------------------------- | -------------------------------------------------------- | --- |
| 2016 | Švédsko Inga Gunnarsson Ola Jansson Michael Johansson | Ukrajina Iryna Kulikova Yehor Surkov Vladislav Vovk                                    | Finsko Kari Pinola Tuomo Markelin Pekka Seppä            | 5. Pavel Dudík Bohuslav Hůlka Jana Kosťová                                                               |
| 2017 | Česko Miroslav Špidlen Pavel Dudík Jana Kosťová       | Norsko Svein Jakobsen Egil Sønsterudbråten Arne Ask                                    | Švédsko Inga Gunnarsson Michael Johansson Ola Jansson    | Poznámka: původní vítěz (Ukrajina) byl diskvalifikován z důvodu neoprávněného zařazení do Para kategorie |
| 2018 | Švédsko Inga Gunnarsson Michael Johansson Ola Jansson | Česko Miroslav Špidlen Pavel Dudík Jana Kosťová                                        | Rusko Dmitriy Dokuchaev Nataliia Salakhova Pavel Shmatov | |
| 2019 | Česko Hana Doležalová Pavel Dudík Jana Kosťová        | Ukrajina Iryna Kulikova Vladyslav Poznianskyi Valerii Lytvynov                         | Rusko Dmitriy Dokuchaev Nataliia Salakhova Pavel Shmatov | |
| 2022 | Česko Hana Doležalová Pavel Dudík Jana Kosťová        | Španělsko Miguel Angel Garcia Grinda Juan Emilo Montero Sanchez Alejandro Aguilar Lara | Ukrajina Iryna Kulikova Vladyslav Vovk Valerii Lytvynov  | |
| 2023 | Finsko Tuomo Niskanen Eero Hakanen Pekka Seppä        | Švédsko Inga Gunnarsson Ola Jansson Michael Johansson                                  | Česko Hana Doležalová Pavel Dudík Jana Kosťová           | |

## Týmová soutěž
Týmová soutěž byla součástí WTOC od počátku, ale několikrát se měnil její formát.
| Rok               | Zlato                                                        | Stříbro                                                 | Bronz                                                                                     | Češi                                                                      |
| ----------------- | ------------------------------------------------------------ | ------------------------------------------------------- | ----------------------------------------------------------------------------------------- | ------------------------------------------------------------------------- |
| 2004              | Spojené království John David Gittus Karen Paul Susanna Boyt | Norsko Arne Ask Gunnar Maelen Jan Erik Haug             | Litva Evaldas Butrimas Zenoida Paškevič Tadeuš Šimkovič                                   |                                                                           |
| 2005              | Spojené království John Crosby Karen Paul Dick Keighley      | Litva Evaldas Butrimas Zenoida Paškevič Tadeuš Šimkovič | Japonsko Hidetou Kijima Masaki Kashiwagi Aki Karumori                                     |                                                                           |
| 2006 (Paralympic) | Švédsko Nils-Olav Andersson Lennart Wahlgren Inga Gunnarsson | Norsko Arne Ask Jan Erik Haug Gunnar Maehlen            | Finsko Seppo Bütt Kari Melleri Ken Gammelgård                                             |                                                                           |
| 2007 (Paralympic) | Švédsko Lennart Wahlgren Ola Jansson Bernt Gustafsson        | Rusko Sergej Grečko Vladimir Trojan Marina Borisenkova  | Ukrajina Iryna Kulykova Sergij Naumov Volodymyr Košij                                     | 9. Petr Krystek Bohuslav Hůlka                                            |
| 2008 (Paralympic) | Litva Borisas Gavrilovas Evaldas Butrimas Tadeuš Šimkovič    | Finsko Kari Melleri Pekka Seppä Seppo Bütt              | Švédsko Lennart Wahlgren Anna Hansson Owe Fredholm                                        | 11. Bohuslav Hůlka Boris Dvorský Petr Krystek                             |
| 2009              | Ukrajina                                                     | Švédsko                                                 | Česko Tomáš Holas, Pavel Dudík Jana Glabazňová, Bohuslav Hůlka Libor Forst, Boris Dvorský |                                                                           |
| 2010              | Švédsko                                                      | Finsko                                                  | Chorvatsko                                                                                | 11. Libor Forst, Lenka Forstová Pavel Dudík, Bohuslav Hůlka Boris Dvorský |
| 2011              | Finsko Lauri Kontkanen Antti Rusanen Pekka Seppä             | Norsko Lars Jakob Waaler Martin Jullum Arne Ask         | Švédsko Stig Gerdtman Martin Fredholm Ola Jansson                                         | 7. Tomáš Leštínský Libor Forst Bohuslav Hůlka                             |
| 2012              | Finsko Lauri Kontkanen Antti Rusanen Pekka Seppä             | Švédsko Stig Gerdtman Ola Jansson Marit Wiksell         | Chorvatsko Ivo Tišljar Ivica Bertol Zdenko Horjan                                         | 5. Tomáš Leštínský Libor Forst Pavel Dudík                                |
| 2013              | Švédsko Martin Fredholm Stig Gerdtman Michael Johansson      | Chorvatsko Ivica Bertol Zdenko Horjan Ivo Tišljar       | Dánsko Søren Saxtorph Maria Krog Schulz Vibeke Vogelius                                   | 7. Tomáš Leštínský Pavel Dudík Jana Kosťová                               |
| 2014              | Chorvatsko Zdenko Horjan Ivo Tišljar Ivica Bertol            | Švédsko Marit Wiksell Michael Johansson Martin Fredholm | Lotyšsko Guntars Mankus Janis Rukšans Andrejs Šulcs                                       | 7. Tomáš Leštínský Libor Forst Pavel Dudík                                |
| 2015              | Ukrajina Vitalii Kyrychenko Vladislav Vovk Mykola Opanasenko | Chorvatsko Ivica Bertol Tomislav Varnica Ivo Tišljar    | Finsko Antti Rusanen Jari Turto Pekka Seppä                                               | 4. Tomáš Leštínský Jana Kosťová Libor Forst                               |